# Scutare pittospori
Scutare pittospori är en insektsart som beskrevs av James Mather Hoy 1962. Scutare pittospori ingår i släktet Scutare och familjen filtsköldlöss. Inga underarter finns listade i Catalogue of Life.